# Игрок (опера)

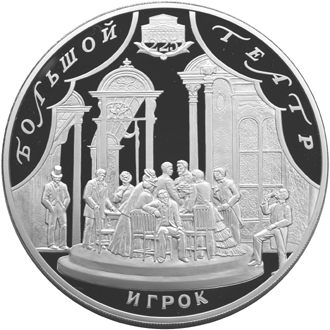
Монета Банка России опера «Игрок», 100 рублей, реверс. 2001 год.

«Игро́к» — опера в четырёх действиях (шести картинах) русского композитора С. С. Прокофьева по одноимённому роману Ф. М. Достоевского. Имеется две редакции произведения: первая оригинальная с либретто на русском языке 1916 года и вторая переработанная — Le Joueur (op. 24) 1927 года с переводом либретто на французский язык Поля Спаака (или вариант транслитерации: Пауля Спака — Paul Spaak).
Постановке оперы воспрепятствовали события сперва Февральской, а затем и Октябрьской революций. Вероятно, что невозможность сценического воплощения сочинения стала одной из причин, по которой композитор покинул Россию. Впоследствии попытки поставить оперу в Америке или в Советской России В. Э. Мейерхольдом не увенчались успехом. Мировая премьера «Игрока» состоялась в его 2-й редакции 29 апреля 1929 года в Брюсселе на французском языке.

## История создания

### 1-я редакция
В одном из интервью для прессы композитор сказал: «Сюжет этой повести Достоевского всегда, ещё с юношеских лет, казался мне наиболее ярким и живым по сравнению с другими его романами. Ещё лет 18-ти, читая его, я думал, — какой великолепный сюжет для оперы». Замысел создания оперы пришёл в ноябре 1913 года, когда Прокофьев «с жадностью» зачитывался «Игроком» Достоевского, который мог стать неплохим сюжетом для собственного произведения: «Но изобразить рулетку, толпу и страшный азарт мне представляется крайне увлекательным». Летом 1914 года в Лондоне во время завтрака с В. Ф. Нувелем и С. П. Дягилевым Прокофьев назвал «Игрока» замечательным оперным сюжетом, «но Дягилев не выразил никакого интереса к опере и сейчас же вернулся к балету». Возможность осуществления идеи предоставил главный дирижёр Мариинского театра Альберт Коутс, когда предложил Прокофьеву написать оперу.
В конце сентября — начале октября 1915 года композитор составил краткий конспект либретто оперы в 3-х действиях. К концу апреля 1916 года была закончена работа над клавиром. 
Решение о постановке «Игрока» было принято в апреле 1916 года, и опера была включена в репертуар Мариинского театра сезона 1916/17 года. Тогда же состоялось распределение партий: Алексей — И. А. Алчевский, И. В. Ершов; Полина — Е. И. Попова, М. Б. Черкасская; Бабуленька — А. И. Панина, Е. И. Збруева; Генерал — Г. А. Боссе; дирижёр — А. К. Коутс, режиссёр — Н. Н. Боголюбов, художник — П. Б. Ламбин.
Борис Демчинский, литератор и друг композитора, значительно улучшил сцену рулетки и посоветовал разделить 3-е действие, после чего либретто стало состоять их 4-х действий. Об этом изменении Игорь Вишневецкий писал: «Общий план оперы явно выиграл в драматизме, и Прокофьев навсегда остался признателен другу за улучшенное либретто».
В мае 1916 года в интервью газете «Вечернее время» Прокофьев говорил, что опера была им задумана ещё во время обучения в консерватории:

За оперу я взялся в середине ноября прошлого 1915 года, к 1 декабря был готов первый акт, к 1 февраля — второй, в марте — третий, а в настоящее время закончен и четвёртый, последний акт.— 
Согласно И. Г. Вишневецкому, оркестровка была полностью завершена в июне 1916 года, но в «Дневнике» композитор писал, что «третий акт был готов ещё в сентябре», инструментовка крайне затянулась, а была закончена 22 января 1917 года. Дата премьеры неоднократно переносилась. Репетиции исполнителей начались в октябре в соответствии с принятым в апреле распределением партий. Однако, вдова писателя А. Г. Достоевская подняла вопрос об авторских правах на сюжет оперы. 6 января 1917 года при личной встрече композитора с А. Г. Достоевской конфликт был улажен, вдова писателя оставила в альбоме Прокофьева «Деревянная книга» известную запись: «Солнце моей жизни — Фёдор Достоевский». В апреле 1917 года сын писателя Ф. Ф. Достоевский, ставший к тому времени правопреемником авторских прав, выслал Прокофьеву письменное разрешение на заимствование сюжета. Вместо Боголюбова и Ламбина были соответственно назначены В. Э. Мейерхольд и А. Я. Головин. Последовавшие за Февральской революцией финансовые сложности воспрепятствовали осуществлению премьеры в постановке Мейерхольда на русской сцене — в мае 1917 года опера была снята с репертуара. После Октябрьской революции Прокофьев решил покинуть Россию и весной 1918 года выехал в концертную поездку в США. Партитура оперы осталась в Петрограде.

### 2-я редакция
За рубежом композитор неоднократно получал предложения по постановке оперы «Игрок». В сентябре 1918 года желание поставить «Игрока» высказал дирижёр Чикагской оперы Клеофонте Кампанини. В декабре при прослушивании опера очень понравилась дирижёру, но когда речь зашла о контракте, возникли трудности технического характера: отсутствие партитуры, перевода либретто на английский язык, вопрос с клавирами. Прокофьев обещал написать для Кампанини новую оперу «Любовь к трём апельсинам», но уже тогда видел в «Игроке» места, которые следовало бы переделать. Кроме того В. Э. Мейерхольд не отказывался от желания сценически воплотить «Игрока»: в 1922 году предлагал его постановку Большому театру, в 1926 году вёл переговоры с композитором о переработке оперы.
Во время первой гастрольной поездки в СССР в 1927 году Прокофьев получил клавир оперы, хранившийся в библиотеке Акоперы. По прошествии 10 лет после создания произведения Прокофьев решился на его переработку в новой редакции. Мастерство композитора стало более зрелым, и он видел, как лучшее в опере можно улучшить, а сложное упростить. В письме Н. Я. Мясковскому от 25 января 1928 года Прокофьев писал: «Переделка его [«Игрока»] оказалась в сущности полным пересочинением, хотя главный материал и план его остались».
Первая постановка 2-й редакции оперы готовилась в бывшем императорском театре в Ленинграде (режиссёры — В. Э. Мейерхольд и С. Р. Радлов; дирижёр — В. А. Дранишников; художник — В. А. Шестаков, но её мировая премьера состоялась 29 апреля 1929 года в театре Ла Монне в Брюсселе в её втором переработанном варианте с либретто на французском языке под названием Le Joueur. Спектакли в Брюсселе пользовались успехом, так что в письме Мейерхольду 19 марта 1929 года композитор писал: «Обидно, что родные вороны проворонили премьеру». Предположительная постановка оперы в Ленинграде, намеченная на сезон 1928/29 года, не состоялась.

## Краткое содержание
Действие происходит в 1865 году в воображаемом городе Рулеттенбурге, курорте минеральных вод близ Спа.
Алексей путешествует вместе с семейством отставного русского генерала в качестве домашнего учителя его детей. Генерал проигрался и вынужден брать в долг под большие проценты. Единственным его спасением может стать только богатое наследство умирающей Бабуленьки. Влюбленный в падчерицу генерала Полину азартный игрок Алексей надеется спасти её, сорвав куш на рулетке.

## Действующие лица
Согласно замыслу композитора, вокальные партии должны были исполняться следующими голосами:
- Генерал в отставке, одет в штатское — бас
- Полина, падчерица Генерала — сопрано
- Алексей, репетитор у детей Генерала — тенор
- Бабуленька — меццо-сопрано
- Маркиз — тенор
- Мистер А́стлей, богатый англичанин — баритон
- Мадемуазель Бланш — контральто
- Князь Нильский — тенор-фальцет
- Барон Вурмергельм — бас
- Потапыч — баритон[20].

## Постановки
- 1929 — 29 апреля мировая премьера оперы Le joueur на французском языке (вторая редакция) в Ла Монне, Брюссель. Дирижёр — Морис Корнель де Торан (Maurice Corneil de Thoran)
- 2001 — 5 июня мировая премьера «Игрока» в 1-й редакции в Большом театре, Москва, дирижёр — Г. Н. Рождественский, постановщик — А. Б. Титель[21][22]

При жизни композитора опера не была поставлена в 1-й редакции на русском языке. Отечественные ценители оперы впервые смогли услышать «Игрока» на русском языке в концертном исполнении в Москве в Колонном зале Дома Союзов при участии артистов Центрального радиовещания 7 декабря 1963 года. В 1966 году был выпущен фильм-опера «Игрок» режиссёра Ю. Бондаренко при участии исполнителей Всесоюзного радио и Центрального телевидения, дирижёр — Г. Н.  Рождественский. В СССР первая постановка оперы была осуществлена 26 сентября 1970 года в театре «Ванемуйне» (Тарту, Эстонская ССР), где исполнялась на эстонском языке. Последующие спектакли в СССР шли на русском языке.
- 1974 — 7 апреля первая постановка на оперной сцене на русском языке, Москва, Большой театр, дирижёр — А. Н. Лазарев, постановка Б. А. Покровского. Партии: А. П. Огнивцев — Генерал, Г. П. Вишневская — Полина, А. Д. Масленников — Алексей, Л. И. Авдеева — Бабуленька[18]. В 1974 году была представлена 2-я редакции оперы[22]. На сцене Большого театра эта постановка продержалась до 1982 года, выдержав 50 представлений.[25]

В Мариинском театре дирижёром В. А. Гергиевым и постановщиком Т. Н. Чхеидзе было осуществлено три постановки оперы во 2-й редакции: 5 декабря 1991 года (к 100-летию рождения С. С. Прокофьева; до 2 марта 1994 года прошло 7 спектаклей), 18 июня 1996 года — Национальная премия «Золотая маска» в номинации «Лучший оперный спектакль» (до 15 января 1999 года прошло 10 спектаклей), 21 июня 2007 года. В 2010 году режиссёр Юрий Лаптев снял фильм по этой постановке.В 2016 году к 125-летию рождения С. С. Прокофьева и к 100-летию создания оперы состоялось несколько спектаклей, а 19-й спектакль третьей постановки назначен на 1 октября.
За рубежом опера исполнялась в Неаполе (театр Сан-Карло в сезоне 1952/53 года), Дармштадте (1956 — впервые в Германии), Пльзене (1957), Белграде и Ганновере (1962), Тулузе (1966), Риме и Эдинбурге (1969), Лейпциге (1972), Лондоне (1983), Милане (1996) и других городах. «Игрок» в постановке Т. Н. Чхеидзе был представлен в 1991 году в Ла Скала и в 2001 году в Метрополитен-опере.
- 2008 — 16 марта в Берлине Даниэль Баренбойм дирижировал премьерой оперы «Игрок» в постановке Дмитрия Чернакова на сцене Государственной оперы на Унтер-ден-Линден, тогда же была сделана запись этой постановки на DVD. В том же году этот спектакль прошёл в Милане в Ла Скала[34].
- 2020 — постановка Василия Бархатова[35]

## Художественные особенности и оценки
Сам композитор отнёс оперу «Игрок» ко второй (новаторской) линии первого периода творчества, идущей от встречи с С. И. Танеевым. Запись октября 1914 года в «Дневнике» говорит о том, что Прокофьев задумывал «Игрока» в собственном новом оперном стиле: «Это будет поворот в оперном искусстве и доказательство всей ходульности Вагнера (принципов „немузыки“)». После его завершения Прокофьев рассказал об особенностях оперы в интервью газете «Вечернее время» в мае 1916 года:

Вся опера написана в декламационном стиле. При этом я всячески стараюсь не утруждать певцов сложными комбинациями, чтобы дать им возможность более сосредоточиться на драматической стороне оперы. По той же причине и инструментовка будет прозрачной. Хор отсутствует, но зато в предпоследней сцене (в игорном доме), являющейся гвоздём всей оперы, введено много второстепенных исполнителей <…>.— 
В 1925 году в одном из выступлений В. Э. Мейерхольд говорил:

Прокофьев пошёл [в «Игроке»] дальше Глюка, он пошёл дальше Вагнера, значительно дальше. <…> Это какое-то новое драматическое произведение. <…> Это продолжение того, что сделал Мусоргский.— 
В 1971 году А. А. Гозенпуд писал, что эта опера «остаётся самым значительным воплощением образов Достоевского в русской музыке. <…> Несмотря на то, что в „Игроке“ композитор отказался от использования развёрнутых оперных форм и преимущественно пользовался мелодическим речитативом, выразительность его музыкальной речи необычайно глубока». Советский музыковед И. В. Нестьев, характеризуя жанр оперы как лирико-психологический, писал: «В опере сочетаются тонкий лиризм и сатирическая заострённость, меткость декламации и захватывающие симфонические нагнетания».
По мнению И. И. Мартынова, в опере «Игрок» Прокофьев показал себя зрелым автором, продолжил намеченную Даргомыжским и Мусоргским традицию русской речитативной, психологически насыщенной оперы. «„Игрок“ явился его многообещающим дебютом в музыкальном театре, оставшись и поныне одним из лучших творческих достижений Прокофьева».

## Записи оперы
- 1963 — Г. Н. Рождественский; солисты, хор и симфонический оркестр Всесоюзного радио. Запись 14 марта 1963 года. Мелодия C 0697-702 (3 пластинки)[40]
- 1966 — Г. Н. Рождественский; солисты, хор и симфонический оркестр Всесоюзного радио. Мелодия MEL CD 10 01271 (2 CD; 2 часа 3 минуты)[41]
- 1983 — А. Н. Лазарев; солисты, хор и оркестр Большого театра СССР. Мелодия С10-20165-70 (3 пластинки)[42]
- 1996 — В. А. Гергиев; солисты, хор и оркестр Мариинского театра. Запись: март 1996, Голландия; выпуск: Philips (454 559-2), 1999 (2 CD; 1 час 55 минут)[43]
- 2008 — Даниэль Баренбойм; Берлинская государственная опера на Унтер-ден-Линден, DVD
- 2010 — В. А. Гергиев; солисты, хор и оркестр Мариинского театра. Запись июня 2010 года на итальянском языке с субтитрами. Лейбл: Mariinsky, DVD (2 часа 35 минут) 1966 го

## Экранизация оперы
Опера была экранизирована в 1966 году режиссёром Юрием Богатыренко.

## Сюита из «Игрока»
Успех оперы «Игрок» в Брюсселе, где она продержалась в репертуаре два года, и благосклонное восприятие критиками подвигли автора к созданию симфонической сюиты. Задача оказалась сложной, поскольку характерные черты героев были разбросаны по всей опере, поэтому композитор решил составить несколько отдельных портретов. В письме Н. Я. Мясковскому из Парижа от 7 июля 1931 года Прокофьев писал:

<…> разметил сюиту из «Игрока»: 1) Алексей, 2) Бабуленька, 3) Генерал, 4) Полина и 5) Развязка. Скомбинировать из отдельных кусочков физиономию каждого персонажа было делом нелёгким, но, кажется, всё удалось пригнать без швов, хотя предстоит ещё повозиться по части переинструментовки и всяческих изукрашиваний, дабы сюита получила вполне симфонический облик.— 
В письме Мясковскому от 19 декабря того же года Прокофьев сообщил, что почти завершил оркестровку сюиты. 
Произведение получило название «Четыре портрета и развязка из оперы „Игрок“» (op. 49, 1931). Впервые сюита была представлена на концерте в Париже в Гранд-опера 12 марта 1932 года под управлением Ф. Рульмана. После первого исполнения опуса Прокофьев писал Мясковскому:

Кажется, вещь удалась и, после нескольких мелких ретушей и переделки конца у «Полины», можно будет её напечатать. Метод собирания характеристики отдельного лица со всего протяжения оперы и затем использования этого материала для построения самостоятельных симфонических morceaux [пьес] оказался удачным.— 
Впервые в СССР сюита прозвучала 1 декабря 1932 года в Ленинграде под управлением В. А. Дранишникова и 5 декабря того же года в Москве под управлением Н. С. Голованова.